# Ngwee
El ngwee es una unidad monetaria fraccionaria zambiana. 100 ngwees forman un kuacha zambiano.
Ngwe o ngwee proviene del chichewa, lengua en la que significa brillo.
Cuando Zambia alcanzó la independencia el 24 de octubre de 1964, continuó utilizando el sistema monetario de la antigua metrópoli, el Reino Unido, es decir, la libra dividida en chelines y estos a su vez en peniques. Este sistema dejó de usarse al adoptarse el kuacha como moneda nacional el 16 de enero de 1968. Es entonces cuando aparece el ngwee como unidad divisoria, siendo una centésima del kuacha zambiano.
Se abrevia N tras el importe, sin espacios intermedios: 50N.

## Monedas
La primera serie denominada en ngwees, fechada en 1968, incluía piezas de 1, 2, 5, 10 y 20. En el anverso presentaban la efigie del presidente Kenneth Kaunda. En el reverso se representaban ejemplos de la fauna y flora zambianas: el cerdo hormiguero en la moneda de 1 ngwee, el águila marcial en la de 2, unas campanitas en la de 5, el toco coronado en la de 10 y el antílope bohor en la de 20.
Hubo nuevas emisiones de estas piezas en 1969 (sólo la de 1 ngwee), 1972 (todos los valores salvo los 2 ngwees), 1978, 1982 (no se emitieron los 20 ngwees) y 1983 (no hubo emisión de 5 ngwees). En 1987 se emitieron las piezas de 5, 10 y 20; y en 1988 solamente la de 20.
Las monedas de 1 y 2 ngwees se emitían inicialmente en bronce, pero en 1982 se pasó a usar acero chapado en cobre. Las monedas de 5 y 20 estaban hechas de cuproníquel, mientras que las de 10 usaban una aleación de cobre, níquel y zinc.
En 1969 se emitió una pieza de 50 ngwees conmemorativa del quinto aniversario de la independencia. El reverso presentaba una mazorca de maíz, pues se trataba de una serie FAO. En 1972 se emitió otra pieza de 50 de tipo FAO y otra conmemorativa del cambio institucional del 13 de diciembre de 1972 (Second Republic). Este segundo modelo se reemitiría en 1978 y 1983. En 1985 se emitió una moneda de 50 ngwees conmemorativa del 40 aniversario de las Naciones Unidas. Todas las piezas de 50 ngwees emitidas entre 1969 y 1985 eran dodecagonales y fabricadas en cuproníquel. Una pequeña parte de la emisión de 1985, destinada a coleccionistas, se realizó en plata.
Otro valor del que se emitieron monedas conmemorativas fueron los 20 ngwees. En 1981 se emitió una pieza FAO por el Día Mundial de la Alimentación y en 1985 hubo una emisión conmemorando los veinte años del Banco de Zambia. Una pequeña parte de esta última emisión se realizó en plata.
Las últimas emisiones en ngwees corresponden a la serie de 1992. Se componía de dos valores, 25 y 50 ngwees. Ya no aparece Kaunda: en el anverso figura el escudo nacional. Los reversos presentan un toco coronado en la pieza de 25 y un antílope Lechwe en la de 50. Ambas piezas son redondas y están elaboradas en acero chapado en níquel.
En 2010 sólo existen dos valores en ngwees en curso legal: 25 y 50.

## Billetes
Ha habido tres emisiones de billetes de 50 ngwees, en 1968, 1969 y 1973. La estructura del anverso es común a todas ellas: el escudo nacional y la imagen del presidente Kaunda. El reverso de las dos primeras presenta escenas de la naturaleza local, mientras que en la serie de 1973 hay una imagen de actividades mineras. En cada una de ellas se utiliza una abreviatura diferente: N.50 en 1968, 50 n en 1969 y 50N en 1973.

## Imágenes

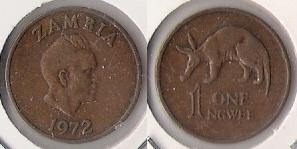
1 ngwee.
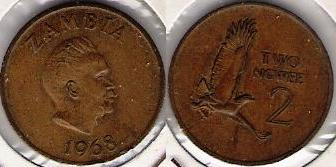
2 ngwees.
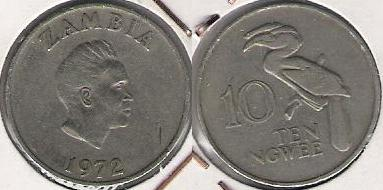
10 ngwees.